# GOING WEST 西へ…
『GOING WEST 西へ…』（ゴーイングウェスト にしへ…）は、1997年10月18日公開の日本映画。
山村聡の遺作になった作品。

## スタッフ
- 監督：向井寛
- 企画：野村光義、向江寛城
- プロデュース：内藤三郎、間嶋豊、大曲由紀子
- 助監督：いまおかしんじ

## キャスト
- 佐久間リュウ：淡島千景
- 水上翔太：大沢樹生
- 伊藤未来：藤谷美紀
- 川原正吾：山村聡（特別出演）
- 倉田キヌエ：清川虹子
- 佐久間宏：中垣彰人
- 近所の修ちゃん：森繁久彌
- 佐久間進：前田吟
- 佐久間美智子：剣幸
- 吉井伸子：林寛子
- 村上律子：むかえれいか